# Mike Balogun
Pour les articles homonymes, voir Balogun.
(en) Statistiques sur pro-football-reference
Mike Balogun, né le 28 septembre 1983 à Upper Marlboro, est un joueur américain de football américain.

## Carrière

### Université
Balogun étudie à l'université de l'Oklahoma. En 2008, il joue comme linebacker avec les Sooners mais il est déclaré comme inéligible et ne peut jouer aucun match de sa dernière saison universitaire car il a joué durant la pré-saison 2009 avec une équipe semi-professionnel basé dans le Maryland alors qu'il a plus de vingt-et-un ans.

### Professionnel
Mike Balogun n'est sélectionné par aucune équipe lors du draft de la NFL de 2010. Il signe avant le début du camp d'entraînement avec les 49ers de San Francisco mais il n'est pas retenu dans l'équipe final pour l'ouverture de la saison 2010. Le 6 septembre 2010, il signe avec l'équipe d'entraînement avec les Redskins de Washington avant d'être remercié et de signer pour l'équipe d'entraînement des Buccaneers de Tampa Bay où il n'y reste pas longtemps.
Le 10 novembre 2010, il signe avec les Bills de Buffalo et joue ses deux premiers matchs professionnels dont le premier lors de la treizième journée de la saison. Il est libéré à la fin de la saison, le 11 février 2011.
Le 14 février, il signe avec les Cowboys de Dallas où il n'est pas retenu pour l'équipe de la saison 2011. Il tente ensuite sa chance en United Football League où il remporte le championnat UFL avec les Destroyers de Virginie.

## Palmarès
- Champion UFL 2011